# Leibniz-Zentrum für Marine Tropenforschung
Das Leibniz-Zentrum für Marine Tropenforschung (ZMT) in Bremen ist deutschlandweit das einzige wissenschaftliche Institut, das ausschließlich tropische und subtropische Küstenökosysteme und ihre Bedeutung für Natur und Menschen erforscht.
Es wurde 1991 vom Verein zur Förderung der wissenschaftlichen Forschung in der Freien Hansestadt Bremen (VFwF e. V.), als An-Institut der Universität Bremen, gegründet.
Im Mai 2006 hat der Wissenschaftsrat die Aufnahme des ZMT in die Leibniz-Gemeinschaft (WGL) empfohlen. Seit dem 1. Januar 2009 ist das ZMT vollständiges Mitglied der WGL. Das ZMT ist außerdem Mitglied im Leibniz-Verbund Biodiversität, im Konsortium Deutsche Meeresforschung und in der Deutschen Allianz Meeresforschung.
Die Wissenschaftler des ZMT erfassen und bewerten die regionalen und globalen Auswirkungen von weltweitem Klimawandel, Ressourcennutzung, Städtebau, Tourismusprojekten usw. auf die Ökosysteme und den Menschen in tropischen, um an diesen eine nachhaltige Entwicklung zu ermöglichen, da sie durch oben genannte Entwicklungen besonders in Anspruch genommen werden.

## Mission
Die Mission des ZMT ist:
- Planung und Durchführung von Partnerschaftsprojekten zum besseren Verständnis mariner tropischer Ökosysteme im Hinblick auf ihren Schutz und ihrer nachhaltigen Entwicklung.
- Ausbildung und Lehre auf dem Gebiet aquatischer Tropenforschung und im Aufbau wissenschaftlicher Kapazität im Rahmen von Kooperationen mit tropischen Partnerländern.
- Koordination und Kommunikation zwischen Wissenschaftlern, Institutionen und Organisationen im Hinblick auf Themen der Meeres- und Küstenforschung in den Tropen. Das ZMT bietet regelmäßige Veranstaltungen zu solchen Themen für Öffentlichkeit und Fachpublikum an.

## Hintergrund
Die wichtigsten tropischen Küstenökosysteme, wie Korallenriffe, Mangrovenwälder und Seegraswiesen, stehen als Übergangsbereich zwischen Land und Wasser untereinander in engen physikalischen, biologischen und geochemischen Wechselbeziehungen. In den marinen Ökosystemen der tropischen Regionen der Erde ist die Diversität an Organismen riesig. Korallenriffe gelten als die „Regenwälder der Meere“ was sich auf die vergleichbare Artenvielfalt und den Strukturenreichtum der beiden Systeme bezieht. Mangroven dienen dem Küstenschutz und sind für die lokale Bevölkerung eine wichtige Lebensgrundlage.
Angesichts eines steigenden Bevölkerungsdrucks in tropischen Ländern ist die Rolle der Artenvielfalt in Riffen von großer Bedeutung. Nach einer internationalen Studie wird sich innerhalb der nächsten 50 bis 100 Jahre die Anzahl der Menschen in Ländern mit Korallenriffen verdoppeln. Der zunehmende Verlust an Biodiversität in Riffen schwächt damit deren Nutzer und ihre Ressourcen.
Das ZMT versucht mit seiner wissenschaftlichen Forschung die tropischen marinen Ökosysteme besser zu verstehen. In weiteren Schritten können aus den Erkenntnissen zum Beispiel über den Grad der Degradation von Riffen Maßnahmen zu deren Schutz eingeleitet werden.

## Geschichte
1991 gründete die Freie Hansestadt Bremen das Zentrum für Marine Tropenökologie (ZMT). Initiator und Gründungsdirektor war Gotthilf Hempel. Hempel war bereits 1980 Gründungsdirektor des Alfred-Wegener-Instituts für Polar- und Meeresforschung (AWI) in Bremerhaven. Venugopalan Ittekkot folgte Gotthilf Hempel und prägte über 10 Jahre das ZMT. In dieser Zeit entstanden enge Kooperationen mit wissenschaftlichen Einrichtungen in Indonesien und Brasilien. Das ZMT wurde 2009 in die Leibniz-Gemeinschaft (WGL) aufgenommen. Aus dem ZMT wurde 2012 eine gGmbH, die fortan selbst wirtschaften musste. Von 2010 bis 2020 übernahm Hildegard Westphal die wissenschaftliche Leitung des ZMT. 2010/2011 wurde das Institut umstrukturiert und besteht heute aus vier wissenschaftlichen Abteilungen und einer Infrastrukturabteilung. Aktuell wird das ZMT von Raimund Bleischwitz (wissenschaftlicher Geschäftsführer) und Nicolas Dittert (kaufmännischer Geschäftsführer) geleitet.
2015 berichtete der Bund der Steuerzahler von Steuerverschwendung im Rahmen des Projektes „Nachhaltigkeitsanalyse für die Intensivkultur von Pilgermuscheln in der Sechura-Bucht im Norden Perus“, dass am ZMT durchgeführt wurde.
Zu Beginn des Jahres 2017 änderte das ZMT seinen Namen von Leibniz-Zentrum für Marine Tropenökologie in Leibniz-Zentrum für Marine Tropenforschung. Man wolle damit, so das ZMT, „der wachsenden interdisziplinären Breite Rechnung tragen, die sowohl Sozial- wie Naturwissenschaften“ umfasse. Die interdisziplinäre Ausrichtung des Institutes begann 2005 mit „Sozial-ökologische Systemanalyse“ (Marion Glaser) als erste sozialwissenschaftliche Arbeitsgruppe am ZMT. Neu hinzu kamen seit 2010 die Arbeitsgruppen „Kohlenstoff- und Nährstoffkreisläufe“ (Tim Rixen), „Geoökologie und Karbonatsedimentologie“ (Hildegard Westphal), „Tropische Marine Mikrobiologie“ (Astrid Gärdes), „Institutionen und Verhaltensökonomik“ (Achim Schlüter), „Submariner Grundwasserabfluss“ (Nils Moosdorf) und „Entwicklungs- und Wissenssoziologie“ (Anna-Katharina Hornidge), Korallen Klimatologie (Henry Wu), Fischereiökologie und -evolution (Oscar Puebla), Komplexität und Klima (Jan Härter), Deliberation, Bewertung und Nachhaltigkeit (Marie Fujitani), Data Science und Technologie (Arun Chennu) und Riffsysteme (Sonia Bejarano). 2021 arbeiteten rund 230 Gastwissenschaftler, Doktoranden, Technische Mitarbeiter und Professoren am Institut.
2017 war das ZMT erstmals bei Side Events mit Vorträgen und in Diskussionsrunden auf der 23. Vertragsstaatenkonferenz der Klimarahmenkonvention (COP23) in Bonn vertreten. Das ZMT hatte außerdem Beobachterstatus bei der Konferenz.
Im Rahmen dessen wurde dem ZMT Selbstzensur sowie die Verfälschung wissenschaftlicher Artikel und Publikationslisten vorgeworfen. Wie die FAZ als auch die DUZ berichteten, kam es im Vorfeld der Konferenz zu Beschwerden Chinas aufgrund der Nennung Taiwans auf der Homepage des ZMTs. Um eine Akkreditierung  für die Konferenz nicht zu gefährden, ließ die damalige, wissenschaftliche Institutsleitung, Hildegard Westphal, Teile der Titel wissenschaftlicher Artikel, dazugehörige Publikationslisten und Seiten der Institutshomepage löschen.

## Forschung für die Praxis
Das ZMT sieht seine Aufgabe auch in der Umsetzung wissenschaftlicher Erkenntnisse in praktische Anwendungen des Meeresschutzes und der nachhaltigen Nutzung mariner Ökosysteme. So züchten Forscher des ZMT quasi Ersatzteile für Korallen, mit denen die Wiederbelebung von Korallenriffen gelingen soll. Auf Kacheln wachsen Fragmente von Korallen. Im Aquarienhandel kam dieses Verfahren schon länger zum Einsatz und die gezüchteten Kolonien können in die geschädigten Riffe verpflanzt werden. In Indonesien versuchte das ZMT im Nationalpark Bunaken im Norden von Sulawesi ohne Erfolg Korallen anzupflanzen. Im Erfolgsfall kann die Verpflanzung jedoch einem beschädigten Riff „Starthilfe“ geben.

## Lehre und Ausbildung
In Kooperation mit der Universität Bremen ist das ZMT in der Ausbildung und Lehre auf dem Gebiet aquatischer Tropenökologie, z. B. im Masterstudiengang Meeresbiologie, Studienprofil ISATEC, engagiert.
Seit dem 1. September 2012 ist das ZMT auch Ausbildungsbetrieb für Fachangestellten als Kauffmann/Kauffrau für Bürokommunikation, Fachangestellte für Medien- und Informationsdienste sowie Fachinformatiker.

## Arbeitsbereiche
Die Abteilungen des ZMT tauschen ihre jeweiligen Forschungsergebnisse aus und arbeiten in Projekten zusammen.
Abteilungen und Arbeitsgruppen:
- Biogeochemie und Geologie (Nils Moosdorf)
  - Kohlenstoff- und Nährstoffkreisläufe (Tim Rixen)
  - Korallen Klimatologie (Henry Wu)
  - Ökologische Biogeochemie (Tim Jennerjahn)
  - Geoökologie und Karbonatsedimentologie (Hildegard Westphal)
  - Submariner Grundwasserabfluss (Nils Moosdorf)

- Theoretische Ökologie und Modellierung (Jan Härter)
  - Ressourcenmanagement (Matthias Wolff)
  - Räumliche Ökologie und Interaktionen (Hauke Reuter)
  - Systemökologie (Agostino Merico)
  - Komplexität und Klima (Jan Härter)
  - Data Science und Technologie (Ajun Chennu)

- Ökologie (Martin Zimmer)
  - Riffsysteme (Sonia Bejarano)
  - Ökophysiologie (Andreas Kunzmann)
  - Fischereibiologie (Werner Ekau)
  - Fischereiökologie und -evolution (Oscar Puebla)
  - Mangrovenökologie (Martin Zimmer)

- Sozialwissenschaften (Achim Schlüter)
  - Institutionen und Verhaltensökonomik (Achim Schlüter)
  - Sozial-ökologische Systemanalyse (Marion Glaser)
  - Entwicklungs- und Wissenssoziologie (Achim Schlüter)
  - Deliberation, Bewertung und Nachhaltigkeit (Marie Fujitani)

- Infrastruktur

## Kooperationen

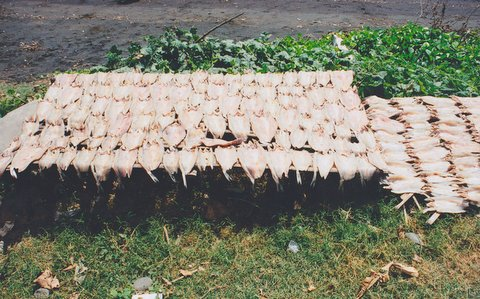
Fischverarbeitung in Indonesien. Das ZMT forscht interdisziplinär zu Ressourcen, Nutzung, Schutz und Biologie von marinen Systemen mit Schwerpunkt auf Südostasien.

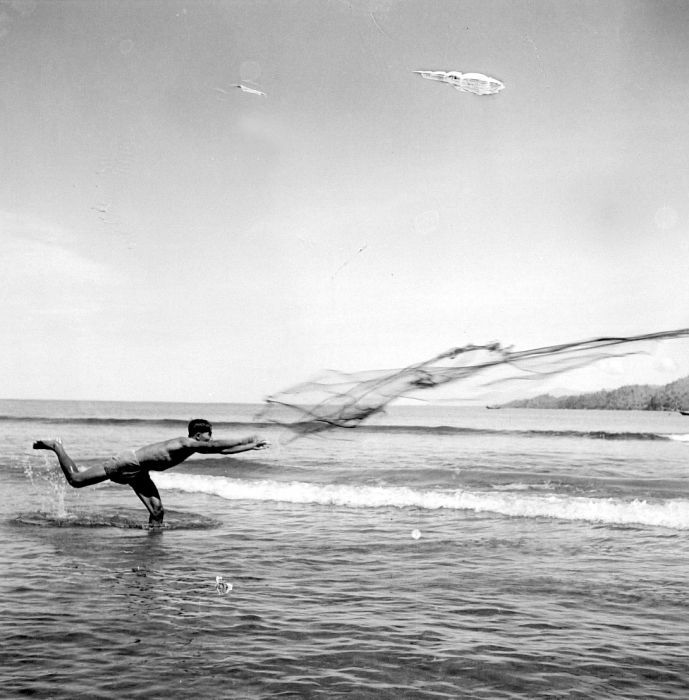
Traditionelle Fischerei in Sulawesi (Aufnahme 1935). Die Abteilung Sozialwissenschaften forscht zur Umweltgeschichte u. a. in Sulawesi.

Das ZMT unterhält Kooperationen zu Instituten und Einrichtungen weltweit. Schwerpunkt sind Meeresforschungsinstitute und Universitäten in tropischen und subtropischen Regionen.
Nach China, Indonesien, Brasilien und vielen anderen Ländern vorwiegend tropischer Breiten hält das ZMT enge Verbindungen. In der chinesischen Küstenstadt Qingdao wurde im Februar 2011 ein neues Zentrum für die meereswissenschaftliche Forschung ins Leben gerufen: die Ocean University of China (OUC).
Das Leibniz-Zentrum für Marine Tropenforschung (ZMT) und die Christian-Albrechts-Universität zu Kiel (CAU) mit dem Leibniz-Institut für Meereswissenschaften (IFM-GEOMAR) haben ihre langjährige trilaterale Kooperation mit der Eröffnung des Zentrums für die Deutsch-Chinesische Kooperation in den Meereswissenschaften 2011 vertieft.

## Mitgliedschaft
- Deutsche Allianz für Meeresforschung

## Ausstattung
Das ZMT verfügt über mehrere Chemie- und Biologielabore sowie Meerwasserversuchsanlagen für Experimente und die Auswertung von im Freiland entnommenen Proben. Für die Feldarbeit in verschiedenen Ländern stehen wissenschaftliche Geräte zur Probenentnahme und Dokumentation bereit.
Das ZMT nahm Anfang 2011 seine erweiterte experimentelle Meerwasseraquarienanlage MAREE (MARine Experimental Ecology) in Betrieb. Das ZMT verfügt als einzige Einrichtung in Deutschland über 24 Mesokosmen. Das ZMT plant die Durchführung einer Reihe von experimentellen Studien, die in dieser Form bisher nicht möglich waren. Mit der Anlage können Laborexperimente unter kontrollierten Bedingungen gestaltet werden. MAREE besitzt fünf unabhängige Wasserkreisläufe und insgesamt mehr als 60 Hälterungsaquarien für die Durchführung von wissenschaftlichen Experimenten. Die Anlage ist so ausgerüstet, dass eine Reihe von Umweltbedingungen wie Temperatur, Nährstoff- und Lichtverfügbarkeit sowie der Säuregehalt und die Wasserströmung variiert werden können. Darüber hinaus werden seit 2011 ökophysiologische Experimente durchgeführt, um den Stoffwechsel von Meerestieren in Bezug auf Umweltveränderungen zu verstehen. Ein wichtiger MAREE-Forschungsbereich soll die wissenschaftliche Optimierung der Nachzucht von wirtschaftlich und ökologisch wichtigen Meeresorganismen (zum Beispiel Anemonenfische, Seegurken, Korallen, Mangrovenquallen) werden.

## Finanzierung und Organisation
Das ZMT wird im Rahmen der Leibniz-Gemeinschaft durch Bund und Länder finanziert. Zudem werden Drittmittel eingeworben. Viele Projekte werden von BMBF oder der DFG teilfinanziert.

## Professuren
- Agostino Merico, AG Systemökologie, Theoretische Ökologie und Modellierung, Gruppenleiter,
- Martin Zimmer, AG Mangrovenökologie, Ökologie, Gruppenleiter
- Achim Schlüter, Institutionen und Verhaltensökonomie, Sozialwissenschaften, Gruppenleiter
- Hildegard Westphal AG Geoökologie und Karbonatsedimentologie, Biogeochemie und Geologie, Gruppenleiterin
- Nils Moosdorf, AG Submariner Grundwasserabfluss, Gruppenleiter, Abteilungsleiter Biogeochemie und Geologie
- Jan Härter, AG Komplexität und Klima, Gruppenleiter, Abteilungsleiter Theoretische Ökologie und Modellierung
- Oscar Puebla, AG Fischökologie und -evolution, Gruppenleiter
- Marie Fujitani, AG Deliberation, Bewertung und Nachhaltigkeit, Gruppenleiterin

## Ehemalige Professoren
- Ulrich Saint-Paul, ehemals Gruppenleiter Mangrovenökologie, heute pensioniert
- Christian Wild, ehemals Gruppenleiter Korallenriffökologie, heute Universität Bremen
- Anna-Katharina Hornidge, ehemals Gruppenleiterin Entwicklung- und Wissenssoziologie und Abteilungsleiterin Sozialwissenschaften, heute DIE Bonn
- Matthias Wolff, ehemals Gruppenleiter Ressourcenmanagement und Abteilungsleiter Theoretische Ökologie und Modellierung, heute pensioniert